# Alwit
Alwit – poprawnie: alvit [(Hf,Th,Zr)SiO4·H2O]
- nazwa obecnie nieaktualna – zdyskredytowana przez Międzynarodową Asocjację Mineralogiczną; mieszanina minerałów dawniej uważana za minerał. (A. Manecki  „Encyklopedia Minerałów”  AGH Kraków 2004 r.)

- minerał, odmiana cyrkonu zawierająca znaczne ilości wody i stałe domieszki hafnu (do 16%). Zwykle silniej promieniotwórcza.  Zaobserwowany został w druzach pegmatytowych w Grabinie k. Strzegomia.